# Cláusula de Establecimiento
La Cláusula de Establecimiento es el primero de varios pronunciamentos en la Primera Enmienda a la Constitución de los Estados Unidos, declarando,

Congress shall make no law respecting an establishment of religion. . . .
El Congreso no podrá hacer ninguna ley con respecto al establecimiento de la religión. . . .

La Cláusula de Establecimiento es inmediatamente seguida por la Cláusula de la Práctica Libre, que dice «o que prohíba la práctica libre de la misma». Estas dos cláusulas crean lo que se conoce como las «Cláusulas de Religión» de la Primera Enmienda.
La Cláusula de Establecimiento prohíbe 1) el establecimiento de una religión oficial por el Congreso, o 2) la preferencia del gobierno estadounidense de una religión sobre otra. El primer enfoque se llama la «separación» o la interpretación de la «no ayuda», mientras que la segunda interpretación se llama la interpretación «no preferencial» o «acomodación». La interpretación no preferencial prohíbe al Congreso preferir una religión sobre otra, pero no prohíbe la entrada del gobierno en dominios religiosos para acomodar aspectos que sirvan para alcanzar los propósitos de la Cláusula de la Práctica Libre.